# Henriette Beaudiot
Henriette Beaudiot, née Wilhelm le 3 mars 1895 à Châtellerault et morte le 21 septembre 1986 à Tours, est une Juste parmi les Nations. La médaille de Juste lui est remise le 27 juin 2010 pour le sauvetage de Sacha Danemans, qu'elle recueille et élève comme son fils. 

## Biographie
Pendant l'occupation allemande de la France durant la Seconde Guerre mondiale, Henriette Beaudiot et sa fille Lucie habitue près de la gare de Monts, située non loin du camp d'internement de la Lande à Monts,, administré par la Gestapo. Lors d'une messe au château de Candé, elles rencontrent un couple de réfugiés autrichiens, les Gerofi, lesquels leur présentent Patrick et Sonia Danemans. Les Danemans sont des juifs originaire de Lettonie, arrêtés à Bordeaux pendant une rafle, puis internés au camp de la Lande à Monts. Lors de leur rencontre, Sacha et Sonia vivent alors à Tours, tandis que Patrick est interné au camp. Sonia Danemans vient souvent en visite chez Henriette Beaudiot, et lui fait promettre de s'occuper de son fils Sacha s'il lui arrive un malheur. 
Bénéficiant d'un droit de sortie pour se faire opérer des oreilles, Patrick Danemans rejoint sa famille, rue Origet à Tours. Sonia et Patrick Danemens sont arrêtés chez eux pendant la rafle du 16 juillet 1942. Ils sont d'abord envoyés à Tours à l'école normale de Saint-Symphorien (Tours), puis à Angers, avant d'être déportés vers Auschwitz. Tous deux sont assassinés : Patrick parce qu'il ne marche pas assez vite, et Sonia est envoyée dans la chambre à gaz. Les Gerofi, qui habitent chez Henriette Beaudiot trois mois durant, sont arrêtés et déportés vers Auschwitz en octobre 1942 Répétition[pas clair].
Sacha est caché par le propriétaire de l'appartement où vivent les Danemans, qui l'envoie par le train à Monts où il est recueilli par Henriette Beaudiot. Elle l'élève alors comme son propre fils, le faisant passer pour son neveu. Elle se procure un certificat médical auprès du docteur Mercier pour éviter sa scolarisation afin d'éviter les risques. Il reprend ses études au lycée Descartes après la guerre et meurt le 3 avril 2008. 
Dimanche 27 juin 2010, en mairie de Monts, c'est la fille d'Henriette Beaudiot, Lucie Joseph née Beaudiot qui, en son nom, a reçu la médaille des Justes à titre posthume pour sa mère en présence des fils d'Alexandre Danemans (Sacha), Éric, Nicolas et François.